# 荻窪町
荻窪町（おぎくぼまち）は、群馬県前橋市の地名。郵便番号は371-0001。2013年現在の面積は2.27km2。

## 地理
赤城山の南麓、寺沢川上流域に位置する。南部に大正用水、北部に群馬用水赤城幹線が通っている。

### 用水
- 大正用水
- 群馬用水赤城幹線

## 歴史
江戸時代ごろからある地名である。はじめは大胡城主牧野氏領、元和4年に前橋藩領、明和5年に幕府領、天明5年からは再び前橋藩領だった。古くは東荻窪村、西荻窪村に分かれていて、明治5年に一村になったという記録がある。

### 年表
- 天正18年（1590年）8月 - 牧野康成が大胡城主となり、荻窪村は大胡藩の領地となる[6]。
- 元和2年（1616年）7月 - 牧野氏が越後国長峰藩に転出し、荻窪村は前橋藩領となる[6]。
- 明和4年（1767年） - 天領となり代官支配を受ける[6]。
- 天明5年（1785年） - 以後廃藩置県まで前橋藩領となる[6]。

- 明治22年（1889年）4月1日 - 町村制施行により、荻窪村は上泉村、江木村、堤村、亀泉村、堀之下村、石関村、東片貝村、西片貝村、幸塚村、上沖之郷、下沖之郷、三俣村と合併し南勢多郡桂萱村が成立する。
- 明治29年（1896年）4月1日 - 郡統合（南勢多郡と東群馬郡の統合）により、桂萱村は勢多郡に所属する。
- 昭和29年（1954年）4月1日 - 桂萱村は周辺1町5村（上川淵村、下川淵村、芳賀村、東村、元総社村、総社町）とともに前橋市へ編入され、前橋市荻窪町となる。
- 昭和48年（1973年） - 当町に荻窪清掃工場が建設された。
- 平成20年（2008年）6月22日 - 国道17号（上武道路）の国道50号 - 群馬県道3号前橋大間々桐生線 間の開通に伴い、当町に初めて国道が通る事となる。

## 世帯数と人口
2017年（平成29年）8月31日現在の世帯数と人口は以下の通りである。
| 町丁   | 世帯数  | 人口    |
| ------ | ------- | ------- |
| 荻窪町 | 490世帯 | 1,196人 |

## 小・中学校の学区
市立小・中学校に通う場合、学区は以下の通りとなる。
| 番地 | 小学校               | 中学校             |
| ---- | -------------------- | ------------------ |
| 全域 | 前橋市立桂萱東小学校 | 前橋市立桂萱中学校 |

## 交通

### 鉄道
鉄道駅はないが、町の南端に隣接する位置に上毛電気鉄道上毛線江木駅がある。

### 道路
国道17号（上武道路）が町の南西端をかすめるように通っており、群馬県道3号前橋大間々桐生線が町の南端を通っており、群馬県道34号渋川大胡線が町の中央を通っている。

## 施設
- 道の駅赤城の恵 (あいのやまの湯)
- 荻窪公園
- 前橋市荻窪清掃工場
- 荻窪神社 - 旧社格は村社[8]。